# Sandvika Stadion
Das Sandvika Stadion (früher: Kadettangen Kunstgressbane) ist ein Fußballstadion in der norwegischen Stadt Sandvika, Kommune Bærum, der Provinz Akershus. Der Name des Stadions wurde mit Beginn der Saisons 2010 ausgewählt.

## Geschichte
Bevor im Sandvika Stadion Fußball gespielt wurde die Anlage für den Eishockeysport genutzt. So spielte hier die Eishockeymannschaft von Bærum SK, welche 1936, 1937, 1939 und 1940 Norwegischer Meister wurde. Im Rahmen der Olympischen Winterspiele 1952 in Oslo fanden im Stadion drei Spiele des Eishockeyturniers statt.
Inzwischen ist auf dem Spielfeld ein Kunstrasen verlegt und ist die Spielstätte vom Fußballvereins Bærum SK. Die Sportstätte verfügt über ein Fassungsvermögen von 500 Zuschauern. Die Sitze auf den Tribünen stammen aus dem damals im Umbau befindlichen Bislett-Stadion und wurden 2004 gekauft. Mit dem Aufstieg in die Adeccoligaen erhielt das Stadion zur Saison 2012 einen neuen Kunstrasen und eine bessere Tribüne.